# Juancho
Juancho är en ort i Dominikanska republiken.   Den ligger i provinsen Pedernales, i den sydvästra delen av landet, 160 km sydväst om huvudstaden Santo Domingo. Juancho ligger 12 meter över havet och antalet invånare är 1 623.
Terrängen runt Juancho är platt söderut, men åt nordväst är den kuperad. Havet är nära Juancho åt sydost.  Närmaste större samhälle är Enriquillo, 7,9 km nordost om Juancho. Omgivningarna runt Juancho är en mosaik av jordbruksmark och naturlig växtlighet.